# Bologna Football Club 1909 2010-2011
Questa voce raccoglie le informazioni riguardanti il Bologna Football Club 1909 nelle competizioni ufficiali della stagione 2010-2011.

## Stagione
Durante il periodo estivo l'imprenditore Sergio Porcedda rileva la maggioranza della società dalla famiglia Menarini e assume la presidenza. Il 29 agosto, alla vigilia del debutto in campionato contro l'Inter il Bologna comunica l'esonero dell'allenatore Franco Colomba a causa di dissidi con la società in merito alla campagna acquisti estiva. La squadra viene provvisoriamente affidata all'allenatore della primavera Paolo Magnani per la prima partita di campionato contro l'Inter e poi, dal 1º settembre 2010, a Alberto Malesani.
La prima fase del campionato è contraddistinta da una serie di prestazioni altalenanti, ma soprattutto dal susseguirsi di voci e smentite su presunte difficoltà finanziarie della società rossoblu, che sfociano il 18 novembre 2010 nel deferimento del presidente Porcedda, dell'amministratore delegato Marras e dello stesso Bologna F.C. 1909 da parte della Procura Federale per il mancato versamento delle ritenute IRPEF sugli stipendi dei giocatori. A seguito di tale deferimento il Bologna ha subito la penalizzazione di un punto in classifica, da scontare nel corso della stagione.
Il 23 novembre l'amministratore delegato Marras comunica di aver dato mandato a una società di intermediazione a trattare la cessione dell'intero pacchetto azionario del Bologna calcio. La trattativa si conclude dopo quasi un mese con l'annuncio della cessione del Bologna calcio alla cordata imprenditoriale "Comitato Bologna 2010" capitanata da Massimo Zanetti e allestita da Giovanni Consorte.
Il 23 dicembre Zanetti assume la carica di presidente, mentre Gianni Morandi viene nominato presidente onorario. L'incarico di amministratore delegato viene affidato a Luca Baraldi, che succede a Silvino Marras, nuovo direttore amministrativo. Da gennaio invece Carmine Longo, precedentemente indicato come Direttore Sportivo, appare nell'organigramma societario col ruolo di 'Consulente di mercato'.
In Coppa Italia il cammino del Bologna si ferma agli ottavi di finale contro il Napoli (sconfitta per 2-1), dopo aver eliminato nei turni precedenti Modena (vittoria per 3-2) e Cagliari (vittoria per 3-0 in Sardegna).
Il 21 gennaio 2011, a meno di un mese dall'insediamento, il presidente Massimo Zanetti e l'A.D. Luca Baraldi annunciano le dimissioni dalle rispettive cariche in contrasto con ambienti interni ed esterni alla società.
Nonostante le vicissitudini societarie (che complessivamente costano 3 punti di penalizzazione in classifica), la squadra ottiene diversi risultati positivi chiudendo il girone d'andata dopo aver conquistato sul campo 25 punti.
Anche il girone di ritorno è caratterizzato da avvicendamenti al vertice della società, con l'incarico di Presidente che passa prima a Marco Pavignani e poi a Albano Guaraldi, mentre sul piano sportivo la squadra conquista in breve la salvezza e toccherà addirittura il settimo posto a pari punti con la Juventus. Nell'ultima parte del torneo però una lunga serie di risultati negativi (3 punti in 9 giornate) fanno chiudere la stagione al 16º posto.

## Divise e sponsor
Il Bologna ha iniziato la stagione 2010-2011 con le maglie della stagione precedente, contraddistinte dal logo del centenario. Terminato l'anno celebrativo, il 30 settembre sono state presentate le nuove divise, indossate in campionato a partire dalla VI giornata.
La prima divisa riprende lo stile più tradizionale, con 4 strisce verticali (nella divisa precedente erano 5) e con l'adozione di tonalità più scure sia per il rosso che per il blu. La seconda divisa è bianca con fascia orizzontale rossoblu e stemma al centro. La terza divisa è gialla.
Lo sponsor tecnico per la stagione 2010-2011 è Macron, mentre lo sponsor ufficiale è Serenissima CIR Industrie Ceramiche, con i marchi 'Ceramica Serenissima' per le partite casalinghe e 'Cerasarda' per le trasferte.
| Casa | Trasferta | Terza divisa | 1ª portiere | 2ª portiere | 3ª portiere |

## Organigramma societario
Area direttiva
- Presidente: Sergio Porcedda (fino al 24/12/2010) poi Massimo Zanetti (fino al 21/1/2011) poi Marco Pavignani (fino al 07/04/2011) poi Albano Guaraldi
- Presidente onorario: Gianni Morandi (dal 24/12/2010)
- Amministratore delegato: Silvino Marras (fino al 24/12/2010) poi Luca Baraldi (fino al 21/1/2011) poi Americo Romano
- Direttore Generale: Pier Giovanni Ricci (fino al 13/1/2011) poi Stefano Pedrelli
- Direttore Sportivo: Carmine Longo (fino al 30/04/2011)

Area organizzativa
- Segreteria sportiva: Stefano Pedrelli

Area comunicazione
- Responsabile area comunicazione: Piero Baffa

Area marketing
- Ufficio marketing: Daniele Montagnani

Area tecnica
- Allenatore: Alberto Malesani
- Allenatore in seconda: Ezio Sella
- Preparatori atletici: Paolo Aiello, Antonio Raione
- Preparatore dei portieri: Franco Paleari

Area sanitaria
- Responsabile sanitario: Gianni Nanni

## Rosa
| N. |                     | Ruolo | Calciatore               |
| -- | ------------------- | ----- | ------------------------ |
| 1  | Italia (bandiera)   | P     | Emiliano Viviano         |
| 2  | Spagna (bandiera)   | D     | Juan Cruz                |
| 3  | Italia (bandiera)   | D     | Archimede Morleo         |
| 4  | Slovenia (bandiera) | C     | Rene Krhin               |
| 5  | Italia (bandiera)   | C     | Massimo Mutarelli        |
| 6  | Uruguay (bandiera)  | D     | Miguel Britos            |
| 7  | Italia (bandiera)   | C     | Francesco Della Rocca    |
| 8  | Austria (bandiera)  | C     | György Garics            |
| 9  | Italia (bandiera)   | A     | Marco Di Vaio (capitano) |
| 10 | Uruguay (bandiera)  | C     | Gastón Ramírez           |
| 11 | Spagna (bandiera)   | A     | Manuel Gavilán           |
| 12 | Svezia (bandiera)   | C     | Albin Ekdal              |
| 13 | Italia (bandiera)   | D     | Daniele Portanova        |
| 14 | Italia (bandiera)   | C     | Andrea Pisanu            |
| 15 | Uruguay (bandiera)  | C     | Diego Fernando Pérez     |
| 16 | Italia (bandiera)   | D     | Andrea Esposito          |
| 17 | Serbia (bandiera)   | C     | Ivan Radovanović         |
| 18 | Grecia (bandiera)   | D     | Vaggelīs Moras           |

| N. |                     | Ruolo | Calciatore          |
| -- | ------------------- | ----- | ------------------- |
| 19 | Italia (bandiera)   | D     | Matteo Rubin        |
| 20 | Uruguay (bandiera)  | A     | Henry Giménez       |
| 21 | Italia (bandiera)   | D     | Nicolò Cherubin     |
| 22 | Italia (bandiera)   | P     | Cristiano Lupatelli |
| 23 | Italia (bandiera)   | D     | Riccardo Regno      |
| 24 | Italia (bandiera)   | C     | Antonio Buscè       |
| 25 | Slovenia (bandiera) | D     | Nemanja Mitrovič    |
| 26 | Belgio (bandiera)   | C     | Gaby Mudingayi      |
| 28 | Italia (bandiera)   | C     | Jacopo Mantovani    |
| 29 | Italia (bandiera)   | C     | Nicola Capellini    |
| 32 | Italia (bandiera)   | C     | Federico Casarini   |
| 33 | Italia (bandiera)   | P     | Giacomo Venturi     |
| 35 | Italia (bandiera)   | A     | Daniele Paponi      |
| 39 | Italia (bandiera)   | D     | Andrea Ingegneri    |
| 44 | Italia (bandiera)   | P     | Filippo Lombardi    |
| 69 | Italia (bandiera)   | A     | Riccardo Meggiorini |
| 77 | Italia (bandiera)   | C     | Luca Siligardi      |
| 87 | Uruguay (bandiera)  | D     | Bruno Montelongo    |

## Calciomercato

### Sessione estiva(dall'1/7 all'1/9)
| Acquisti | Acquisti             | Acquisti        | Acquisti                                    |
| R.       | Nome                 | da              | Modalità                                    |
| -------- | -------------------- | --------------- | ------------------------------------------- |
| D        | Archimede Morleo     | Crotone         | comproprietà                                |
| D        | Andrea Esposito      | Genoa           | prestito                                    |
| D        | Nicolò Cherubin      | Cittadella      | definitivo                                  |
| D        | Matteo Rubin         | Torino          | prestito                                    |
| D        | Nemanja Mitrovič     | Inter           | prestito                                    |
| D        | Juan Cruz            | Atlético Madrid | definitivo                                  |
| C        | Rene Krhin           | Inter           | comproprietà                                |
| C        | György Garics        | Atalanta        | definitivo                                  |
| C        | Albin Ekdal          | Juventus        | comproprietà                                |
| C        | Luca Siligardi       | Triestina       | prestito                                    |
| C        | Gastón Ramírez       | Peñarol         | definitivo                                  |
| C        | Ivan Radovanović     | Atalanta        | prestito con diritto di riscatto della metà |
| C        | Diego Fernando Pérez | Monaco          | definitivo                                  |
| A        | Manuel Gavilán       | Real Betis      | definitivo                                  |
| A        | Riccardo Meggiorini  | Genoa           | comproprietà                                |
| A        | Daniele Paponi       | Parma           | comproprietà                                |

| Cessioni | Cessioni          | Cessioni         | Cessioni                                    |
| R.       | Nome              | a                | Modalità                                    |
| -------- | ----------------- | ---------------- | ------------------------------------------- |
| P        | Roberto Colombo   | Triestina        | svincolato                                  |
| D        | Andrea Raggi      | Bari             | prestito con diritto di riscatto della metà |
| D        | Cristian Zenoni   | AlbinoLeffe      | svincolato                                  |
| D        | Rafael Santos     | Athl. Paranaense | fine prestito                               |
| D        | Salvatore Lanna   | Reggiana         | svincolato                                  |
| C        | Stephen Appiah    | Cesena           | svincolato                                  |
| C        | Nicola Mingazzini | AlbinoLeffe      | svincolato                                  |
| C        | Luigi Lavecchia   |                  | svincolato                                  |
| A        | Marcelo Zalayeta  | Napoli           | fine prestito                               |
| A        | Massimo Marazzina |                  | svincolato                                  |
| A        | Marco Bernacci    | Torino           | prestito                                    |
| A        | Adaílton          | Vaslui           | svincolato                                  |
| A        | Alessandro Elia   | Fidelis Andria   | prestito                                    |

### Sessione invernale(dal 3/1 al 31/1)
| Acquisti | Acquisti         | Acquisti | Acquisti |
| R.       | Nome             | da       | Modalità |
| -------- | ---------------- | -------- | -------- |
| D        | Bruno Montelongo | Milan    | prestito |

| Cessioni | Cessioni | Cessioni | Cessioni |
| R.       | Nome     | a        | Modalità |
| -------- | -------- | -------- | -------- |

## Risultati

### Serie A

#### Girone di andata
| Bologna 30 agosto 2010, ore 20:45 CEST 1ª giornata | Bologna       | 0 – 0 referto | Inter | Stadio Renato Dall'Ara (28.439 spett.)\| Arbitro: \| Valeri (Roma) \| |
| Arbitro:                                           | Valeri (Roma) |               |       |                                                                       |

| Arbitro: | Giannoccaro (Lecce) |

|                                            |           |               |
| Mauri 68’ Rocchi 75’ Hernanes 90+4’ (rig.) | Marcatori | 78’ Mudingayi |

| Arbitro: | Peruzzo (Schio) |

|                               |           |                  |
| Borriello 7’ Rubin 59’ (aut.) | Marcatori | 77’, 90’ Di Vaio |

| Arbitro: | Celi (Campobasso) |

|                         |           |              |
| Giménez 16’ Di Vaio 90’ | Marcatori | 9’ Di Natale |

| Arbitro: | Gava (Conegliano) |

|                   |           |             |
| Britos 66’ (aut.) | Marcatori | 40’ Di Vaio |

| Arbitro: | Baracani (Firenze) |

|            |           |                        |
| Britos 64’ | Marcatori | 45+1’ (aut.) Portanova |

| Arbitro: | Valeri (Roma) |

|                                                  |           |             |
| Pastore 17’ Iličič 24’ Pinilla 47’ Bačinovič 83’ | Marcatori | 66’ Di Vaio |

| Bologna 24 ottobre 2010, ore 15:00 CEST 8ª giornata | Bologna             | 0 – 0 referto | Juventus | Stadio Renato Dall'Ara (28.785 spett.)\| Arbitro: \| De Marco (Chiavari) \| |
| Arbitro:                                            | De Marco (Chiavari) |               |          |                                                                             |

| Arbitro: | Bergonzi (Genova) |

|                         |           |  |
| Nenê 51’ Nainggolan 78’ | Marcatori |  |

| Arbitro: | Orsato (Schio) |

|                         |           |  |
| Di Vaio 84’ Giménez 85’ | Marcatori |  |

| Arbitro: | Celi (Campobasso) |

|               |           |  |
| Milanetto 81’ | Marcatori |  |

| Arbitro: | Pierpaoli (Firenze) |

|             |           |  |
| Di Vaio 57’ | Marcatori |  |

| Arbitro: | Gervasoni (Mantova) |

|                                      |           |                |
| Maggio 2’ Hamsik 36’, 48’ Cavani 74’ | Marcatori | 68’ Meggiorini |

| Arbitro: | Guida (Torre Annunziata) |

|                          |           |           |
| Britos 39’ Di Vaio 90+3’ | Marcatori | 49’ Cesar |

| Arbitro: | Bergonzi (Genova) |

|  |           |                        |
|  | Marcatori | 30’ Di Vaio 86’ Britos |

| Arbitro: | Rocchi (Firenze) |

|  |           |                                        |
|  | Marcatori | 9’ Boateng 35’ Robinho 60’ Ibrahimović |

| Parma 19 dicembre 2010, ore 15:00 CET 17ª giornata | Parma           | 0 – 0 referto | Bologna | Stadio Ennio Tardini (13.265 spett.)\| Arbitro: \| C. Russo (Nola) \| |
| Arbitro:                                           | C. Russo (Nola) |               |         |                                                                       |

| Arbitro: | Giannoccaro (Lecce) |

|            |           |             |
| Di Vaio 5’ | Marcatori | 67’ Santana |

| Arbitro: | C. Russo (Nola) |

|  |           |                       |
|  | Marcatori | 38’ Ekdal 69’ Di Vaio |

#### Girone di ritorno
| Arbitro: | Gava (Conegliano) |

|                                         |           |             |
| Stanković 20’ Milito 30’ Eto'o 63’, 72’ | Marcatori | 77’ Giménez |

| Arbitro: | Rocchi (Firenze) |

|                              |           |             |
| Ramírez 36’ Di Vaio 39’, 90’ | Marcatori | 5’ Floccari |

| Arbitro: | Banti (Livorno) |

|  |           |              |
|  | Marcatori | 45’ De Rossi |

| Arbitro: | Doveri (Roma) |

|             |           |             |
| Domizzi 77’ | Marcatori | 64’ Di Vaio |

| Arbitro: | Banti (Livorno) |

|               |           |  |
| Portanova 41’ | Marcatori |  |

| Arbitro: | Gervasoni (Mantova) |

|                                          |           |            |
| Palombo 8’ Gastaldello 11’ Maccarone 15’ | Marcatori | 65’ Paponi |

| Arbitro: | De Marco (Chiavari) |

|            |           |  |
| Paponi 90’ | Marcatori |  |

| Arbitro: | Romeo (Verona) |

|  |           |                  |
|  | Marcatori | 49’, 66’ Di Vaio |

| Arbitro: | Ostinelli (Como) |

|                                |           |                       |
| Di Vaio 29’ (rig.) Ramírez 94’ | Marcatori | 59’ Cossu 83’ Ragatzu |

| Arbitro: | Peruzzo (Schio) |

|  |           |             |
|  | Marcatori | 84’ Ramírez |

| Arbitro: | Doveri (Roma) |

|             |           |              |
| Di Vaio 28’ | Marcatori | 43’ Dainelli |

| Arbitro: | Romeo (Verona) |

|                                               |           |             |
| Hetemaj 3’ Zoboli 9’ A. Caracciolo 65’ (rig.) | Marcatori | 30’ Di Vaio |

| Arbitro: | Orsato (Schio) |

|  |           |                                 |
|  | Marcatori | 30’ Mascara 45+2’ (rig.) Hamšík |

| Arbitro: | Gava (Conegliano) |

|                            |           |  |
| Constant 15’ Marcolini 83’ | Marcatori |  |

| Arbitro: | Giannoccaro (Lecce) |

|  |           |                             |
|  | Marcatori | 47’ Giaccherini 84’ Malonga |

| Arbitro: | De Marco (Chiavari) |

|            |           |  |
| Flamini 8’ | Marcatori |  |

| Bologna 8 maggio 2011, ore 15:00 CEST 36ª giornata | Bologna           | 0 – 0 referto | Parma | Stadio Renato Dall'Ara\| Arbitro: \| Bergonzi (Genova) \| |
| Arbitro:                                           | Bergonzi (Genova) |               |       |                                                           |

| Arbitro: | Giannoccaro (Lecce) |

|           |           |             |
| Cerci 20’ | Marcatori | 50’ Ramírez |

| Arbitro: | Cervellera (Taranto) |

|  |           |                                       |
|  | Marcatori | 28’, 46’, 54’ Grandolfo 78’ Huseklepp |

### Coppa Italia

#### Turni preliminari
| Arbitro: | Brighi (Cesena) |

|                                  |           |                             |
| Ramírez 59’, 87’ Radovanović 82’ | Marcatori | 32’ Tamburini 60’ Mazzarani |

| Arbitro: | G. Stefanini (Livorno) |

|  |           |                                                 |
|  | Marcatori | 31’ (rig.) Meggiorini 84’ Ramírez 90+1’ Giménez |

#### Fase finale
| Arbitro: | Romeo (Verona) |

|                      |           |                       |
| Yebda 9’ Lavezzi 23’ | Marcatori | 56’ (rig.) Meggiorini |

## Statistiche

### Statistiche di squadra
| Competizione | Punti | In casa | In casa | In casa | In casa | In casa | In casa | In trasferta | In trasferta | In trasferta | In trasferta | In trasferta | In trasferta | Totale | Totale | Totale | Totale | Totale | Totale | DR  |
| Competizione | Punti | G       | V       | N       | P       | Gf      | Gs      | G            | V            | N            | P            | Gf           | Gs           | G      | V      | N      | P      | Gf     | Gs     | DR  |
| ------------ | ----- | ------- | ------- | ------- | ------- | ------- | ------- | ------------ | ------------ | ------------ | ------------ | ------------ | ------------ | ------ | ------ | ------ | ------ | ------ | ------ | --- |
| Serie A      | 42    | 19      | 7       | 7       | 5       | 17      | 20      | 19           | 4            | 5            | 10           | 18           | 32           | 38     | 11     | 12     | 15     | 35     | 52     | -17 |
| Coppa Italia | -     | 1       | 1       | 0       | 0       | 3       | 2       | 2            | 1            | 0            | 1            | 4            | 2            | 3      | 2      | 0      | 1      | 7      | 4      | +3  |
| Totale       | -     | 20      | 8       | 7       | 5       | 20      | 16      | 21           | 5            | 5            | 10           | 22           | 34           | 41     | 13     | 12     | 16     | 42     | 56     | -14 |

### Andamento in campionato
| Giornata  | 1 | 2  | 3  | 4  | 5  | 6  | 7  | 8  | 9  | 10 | 11 | 12 | 13 | 14 | 15 | 16 | 17 | 18 | 19 | 20 | 21 | 22 | 23 | 24 | 25 | 26 | 27 | 28 | 29 | 30 | 31 | 32 | 33 | 34 | 35 | 36 | 37 | 38 |
| --------- | - | -- | -- | -- | -- | -- | -- | -- | -- | -- | -- | -- | -- | -- | -- | -- | -- | -- | -- | -- | -- | -- | -- | -- | -- | -- | -- | -- | -- | -- | -- | -- | -- | -- | -- | -- | -- | -- |
| Luogo     | C | T  | T  | C  | T  | C  | T  | C  | T  | C  | T  | C  | T  | C  | T  | C  | T  | C  | T  | T  | C  | C  | T  | C  | T  | C  | T  | C  | T  | C  | T  | C  | T  | C  | T  | C  | T  | C  |
| Risultato | N | P  | N  | V  | N  | N  | P  | N  | P  | V  | P  | V  | P  | V  | V  | P  | N  | N  | V  | P  | V  | P  | N  | V  | P  | V  | V  | N  | V  | N  | P  | P  | P  | P  | P  | N  | N  | P  |
| Posizione | 9 | 18 | 16 | 12 | 13 | 15 | 17 | 16 | 19 | 15 | 18 | 15 | 16 | 14 | 12 | 13 | 13 | 12 | 11 | 12 | 9  | 11 | 12 | 10 | 12 | 11 | 10 | 10 | 8  | 9  | 9  | 10 | 11 | 12 | 12 | 12 | 13 | 16 |

Legenda:

Luogo: C = Casa; T = Trasferta. Risultato: V = Vittoria; N = Pareggio; P = Sconfitta.

### Statistiche dei giocatori
| Giocatore      | Serie A  | Serie A | Serie A     | Serie A    | Coppa Italia | Coppa Italia | Coppa Italia | Coppa Italia | Totale   | Totale | Totale      | Totale     |
| Giocatore      | Presenze | Reti    | Ammonizioni | Espulsioni | Presenze     | Reti         | Ammonizioni  | Espulsioni   | Presenze | Reti   | Ammonizioni | Espulsioni |
| -------------- | -------- | ------- | ----------- | ---------- | ------------ | ------------ | ------------ | ------------ | -------- | ------ | ----------- | ---------- |
| M. Britos      | 29       | 3       | 7           | 0          | 0            | 0            | 0            | 0            | 29       | 3      | 7           | 0          |
| A. Buscé       | 14       | 0       | 1           | 0          | 1            | 0            | 0            | 0            | 15       | 0      | 1           | 0          |
| F. Casarini    | 28       | 0       | 2           | 0          | 3            | 0            | 1            | 0            | 31       | 0      | 3           | 0          |
| N. Cherubin    | 8        | 0       | 1           | 0          | 3            | 0            | 0            | 0            | 11       | 0      | 1           | 0          |
| J. Cruz        | 0        | 0       | 0           | 0          | 1            | 0            | 0            | 0            | 1        | 0      | 0           | 0          |
| F. Della Rocca | 22       | 0       | 4           | 0          | 0            | 0            | 0            | 0            | 22       | 0      | 4           | 0          |
| M. Di Vaio     | 32       | 19      | 3           | 0          | 1            | 0            | 0            | 0            | 33       | 19     | 3           | 0          |
| A. Ekdal       | 19       | 1       | 3           | 0          | 1            | 0            | 0            | 0            | 20       | 1      | 3           | 0          |
| A. Esposito    | 10       | 0       | 1           | 0          | 2            | 0            | 2            | 0            | 12       | 0      | 3           | 0          |
| G. Garics      | 16       | 0       | 3           | 0          | 1            | 0            | 0            | 0            | 17       | 0      | 3           | 0          |
| M. Gavilán     | 0        | 0       | 0           | 0          | 1            | 0            | 0            | 0            | 1        | 0      | 0           | 0          |
| H. Giménez     | 22       | 3       | 1           | 1          | 3            | 1            | 0            | 0            | 25       | 4      | 1           | 1          |
| R. Krhin       | 3        | 0       | 0           | 0          | 1            | 0            | 0            | 0            | 4        | 0      | 0           | 0          |
| F. Lombardi    | 0        | 0       | 0           | 0          | 0            | 0            | 0            | 0            | 0        | 0      | 0           | 0          |
| C. Lupatelli   | 1        | 0       | 0           | 0          | 3            | 0            | 0            | 0            | 4        | 0      | 0           | 0          |
| R. Meggiorini  | 25       | 1       | 2           | 0          | 3            | 2            | 1            | 0            | 28       | 3      | 3           | 0          |
| B. Montelongo  | 0        | 0       | 0           | 0          | 0            | 0            | 0            | 0            | 0        | 0      | 0           | 0          |
| V. Moras       | 15       | 1       | 1           | 0          | 2            | 0            | 0            | 0            | 17       | 1      | 1           | 0          |
| A. Morleo      | 7        | 0       | 1           | 0          | 1            | 0            | 1            | 0            | 8        | 0      | 2           | 0          |
| G. Mudingayi   | 27       | 1       | 7           | 1          | -            | -            | -            | -            | 27       | 1      | 7           | 1          |
| M. Mutarelli   | 11       | 0       | 3           | 0          | 3            | 0            | 1            | 0            | 14       | 0      | 4           | 0          |
| D. Paponi      | 11       | 2       | 1           | 0          | 2            | 0            | 0            | 0            | 13       | 2      | 1           | 0          |
| D. Pérez       | 24       | 0       | 13          | 0          | 1            | 0            | 0            | 0            | 25       | 0      | 13          | 0          |
| A. Pisanu      | 0        | 0       | 0           | 0          | 1            | 0            | 0            | 0            | 1        | 0      | 0           | 0          |
| D. Portanova   | 27       | 1       | 5           | 0          | 1            | 0            | 0            | 0            | 28       | 1      | 5           | 0          |
| I. Radovanović | 8        | 0       | 3           | 0          | 2            | 1            | 1            | 0            | 10       | 1      | 4           | 0          |
| G. Ramirez     | 20       | 3       | 5           | 0          | 2            | 3            | 0            | 0            | 22       | 6      | 5           | 0          |
| M. Rubin       | 26       | 0       | 3           | 0          | 1            | 0            | 0            | 0            | 27       | 0      | 3           | 0          |
| L. Siligardi   | 11       | 0       | 0           | 0          | 2            | 0            | 0            | 0            | 13       | 0      | 0           | 0          |
| E. Viviano     | 32       | 0       | 1           | 0          | 0            | 0            | 0            | 0            | 32       | 0      | 1           | 0          |